# Smile (album de Boris)
Pour les articles homonymes, voir Smile.
Albums de Boris
Vein
Smile est le quatorzième album du groupe japonais Boris. Il est sorti début 2008 sous le label Diwphalanx Records. Peu de temps après, le label américain Southern Lord sort l'album avec un tracklisting légèrement différent, un nouvel artwork (par Stephen O'Malley) et un nouveau mixage. Les premières 3000 copies de cette édition sont sorties avec un DVD contenant des vidéos pour les chansons "Statement", "Pink" et "My Neighbor Satan". Michio Kurihara de Ghost et Stephen O'Malley de Sunn O))) ont, une nouvelle fois, collaboré avec le groupe.

## Liste des chansons

### Version de Diwphalanx Records
1. Messeeji ("メッセージ", "Statement") 	  	7:06
2. Buzz-In   	  	2:34
3. Hanate! ("放て!", "Shoot!" ("Laser Beam" sur la version anglaise)) 	  	5:02
4. Hana, Taiyou, Ame ("花・太陽・雨", "Flower, Sun, Rain"; reprise de la chanson de Pyg) 	  	5:35
5. Tonari No Sataan ("となりのサターン", "My Neighbor Satan") 	  	5:20
6. Kare Hateta Saki ("枯れ果てた先", "Dead Destination" ("Ka Re Ha Te Ta Sa Ki – No Ones Grieve" sur la version anglaise)) 	  	7:26
7. Kimi wa Kasa o Sashiteita ("君は傘をさしていた", "You Were Holding an Umbrella") 	  	9:19
8. Untitled (Piste bonus, "You Were Holding an Umbrella Part 2") 	  	19:20

### Version de Southern Lord
1. Flower, Sun, Rain (reprise de la chanson de Pyg, "Hana, Taiyou, Ame" sur la version japonaise) 	  	7:26
2. Buzz-In  	  	2:57
3. Laser Beam ("Hanate!" sur la version japonaise) 	  	4:29
4. Statement (different mix; "Messeeji" sur la version japonaise) 	  	3:24
5. My Neighbor Satan ("Tonari no Sataan" sur la version japonaise) 	  	5:17
6. Ka Re Ha Te Ta Sa Ki – No Ones Grieve ("Kare Hateta Saki" sur la version japonaise) 	  	8:58
7. You Were Holding an Umbrella ("Kimi wa Kasa o Sashiteita" sur la version japonaise) 	  	8:54
8. Untitled (Stephen O'Malley joue de la guitare sur ce morceau) 	  	15:28

## Composition du groupe
- Takeshi - guitare, basse, chant
- Wata - guitare, chant
- Atsuo - batterie, percussions, chant
- Michio Kurihara - guitare sur My Neighbour Satan, Flower, Sun, Rain, and You Were Holding An Umbrella
- Stephen O'Malley - guitare sur Untitled